# San Clemente (île)
Pour les articles homonymes, voir San Clemente.

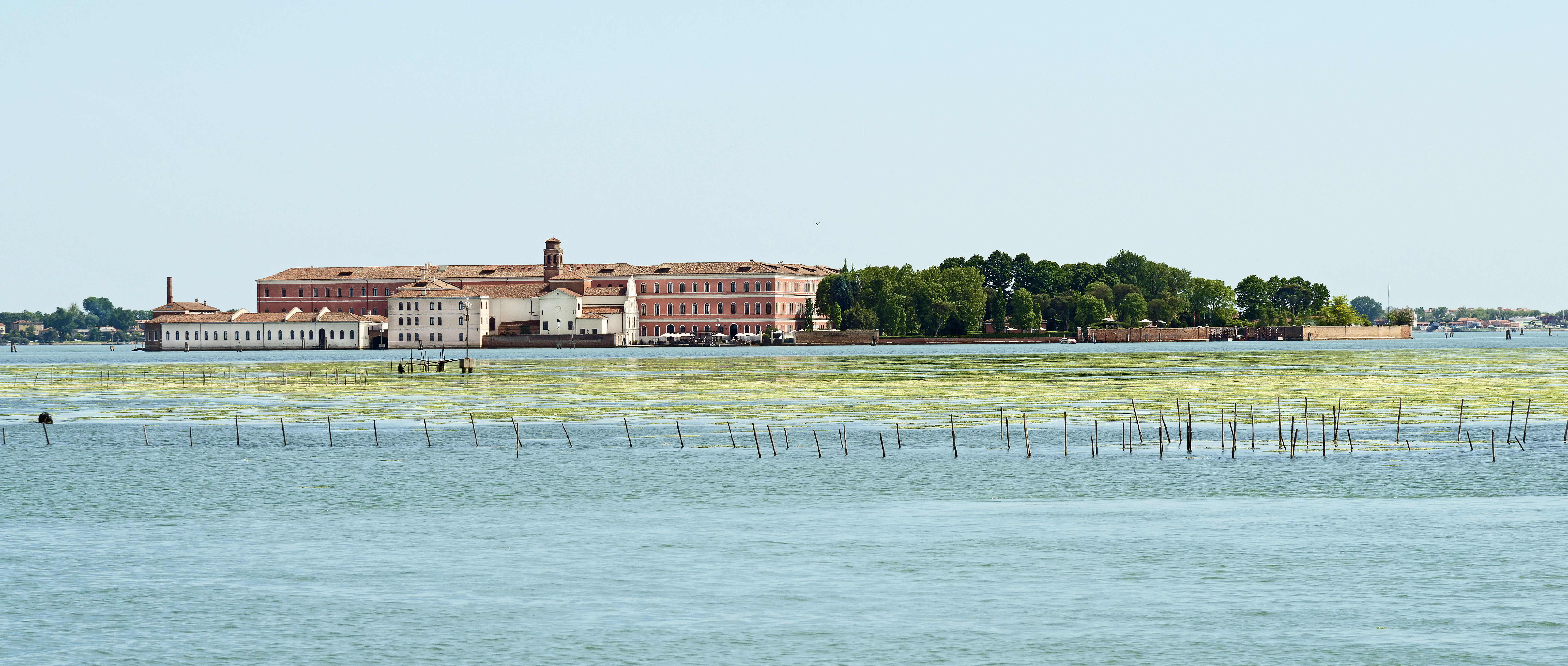
San Clemente vue depuis la Giudecca

San Clemente est une île située au centre de la lagune de Venise qu'on aperçoit directement à partir de la place Saint-Marc, de Giudecca ou encore du Lido. Elle a une superficie d'environ 0,17 km².

## Histoire
L'île, nommée en l'honneur de Clément de Rome était un refuge pour les Croisés en route vers la Terre sainte. La Chiesa di San Clemente a été construite sur l'île en 1131, suivi d'un monastère. Divers ordres ont habité l'île jusqu'à 1645, quand les moines de l'Ordre camaldule sont arrivés et ont restauré l'église avec l'aide de la noblesse vénitienne. San Clemente a également été utilisé par les Doges de la république de Venise comme un lieu de rencontre et de divertissement des invités arrivés par la mer. Le monastère abrita divers ordres monacaux au fil de son histoire, dont les derniers, les chanoines réguliers du Latran.

## Asile féminin
Le projet de construction d'un asile féminin sur l'île avait été conceptualisé vers 1855-1857, lors de la deuxième domination autrichienne. L'ancien couvent fut démoli, sauf l'église. La tâche de conception a été confiée par la Lieutenance à Pietro Beroaldi qui s'est rendu dans les principaux centres européens pour étudier les bâtiments d'asile les plus innovants de l'époque. C'est Domenico Graziussi qui était chargé du projet et des travaux de construction, ensuite remplacé par Annibale Forcellini et Tommaso Meduna. Les travaux commencèrent en 1858 et ont duré jusqu'aux premiers mois de 1873. Le docteur Cesare Vigna a été appelé à la direction de l'asile féminin, dénommé Morocomio femminile centrale veneto di San Clemente di Venezia.
Il fut fermé en 1992 en application de la loi 180/78 de 1978. Avant la fermeture de l'asile d'aliénés, Raymond Depardon y a tourné un documentaire, en 1980, San Clemente.
Actuellement, l’île est occupée par un hôtel cinq étoiles, le San Clemente Palace Kempinski Venice, ainsi que par l’église San Clemente.